# Красний (Нижньоломовський район)
Кра́сний (рос. Красный) — селище у складі Нижньоломовського району Пензенської області, Росія.
Населення — 16 осіб (2010; 32 у 2002).
Національний склад станом на 2002 рік:
- росіяни — 87 %